# Frédéric Michalak
Frédéric Michalak (wym. [fʁedeˈʁik miʃaˈlak]; ur. 16 października 1982 w Tuluzie) – rugbysta francuski, gracz francuskiego zespołu RC Toulonnais, reprezentant kraju.
Dla reprezentacji Francji w rugby rozegrał od 2000 roku 42 spotkania i zdobył 243 punkty.
Uczestnik Pucharu Świata w Australii w 2003, podczas którego zdobył 103 punkty zostając drugim najskuteczniejszym zawodnikiem mistrzostw, a także 
kolejnej edycji we Francji w 2007 roku.